# Вілламіна (Орегон)
Вілламіна (англ. Willamina) — місто (англ. city) в США, в округах Ямгілл і Полк штату Орегон. Населення — 2239 осіб (2020).

## Географія
Вілламіна розташована за координатами 45°4′43″ пн. ш. 123°29′5″ зх. д. / 45.07861° пн. ш. 123.48472° зх. д. (45.078549, -123.484807).  За даними Бюро перепису населення США в 2010 році місто мало площу 2,50 км², з яких 2,39 км² — суходіл та 0,11 км² — водойми.

## Демографія
Згідно з переписом 2010 року, у місті мешкало 2025 осіб у 698 домогосподарствах у складі 501 родини. Густота населення становила 811 особа/км².  Було 777 помешкань (311/км²).
Расовий склад населення:
| - 82,1 % — білих - 8,8 % — корінних американців - 0,4 % — вихідців з тихоокеанських островів - 0,3 % — чорних або афроамериканців - 0,1 % — азіатів - 2,3 % — осіб інших рас |

До двох чи більше рас належало 5,9 %. Частка іспаномовних становила 6,0 % від усіх жителів.
За віковим діапазоном населення розподілялося таким чином: 28,4 % — особи молодші 18 років, 61,8 % — особи у віці 18—64 років, 9,8 % — особи у віці 65 років та старші. Медіана віку мешканця становила 33,2 року. На 100 осіб жіночої статі у місті припадало 100,3 чоловіків;  на 100 жінок у віці від 18 років та старших — 93,9 чоловіків також старших 18 років.
Середній дохід на одне домашнє господарство  становив 45 663 долари США (медіана — 40 577), а середній дохід на одну сім'ю — 50 186 доларів (медіана — 45 598). За межею бідності перебувало 22,8 % осіб, у тому числі 24,0 % дітей у віці до 18 років та 5,8 % осіб у віці 65 років та старших.
Цивільне працевлаштоване населення становило 707 осіб. Основні галузі зайнятості: освіта, охорона здоров'я та соціальна допомога — 22,5 %, мистецтво, розваги та відпочинок — 17,7 %, виробництво — 15,3 %.